# Mistrzostwa Europy w Lekkoatletyce 2010 – trójskok mężczyzn
Trójskok mężczyzn – jedna z konkurencji rozegranych podczas lekkoatletycznych mistrzostw Europy na Estadi Olímpic Lluís Companys w Barcelonie.

## Terminarz
| Data     | Godzina |            |
| -------- | ------- | ---------- |
| 27 lipca | 20:20   | Eliminacje |
| 29 lipca | 19:40   | Finał      |

## Rekordy
Tabela prezentuje rekord świata, Europy oraz czempionatu Starego Kontynentu, a także najlepsze rezultaty w Europy i na świecie w sezonie 2010 przed rozpoczęciem mistrzostw.
| Rekord świata            | Jonathan Edwards | 18,29 | Göteborg  | 7 sierpnia 1995  |
| Rekord Europy            | Jonathan Edwards | 18,29 | Göteborg  | 7 sierpnia 1995  |
| Rekord mistrzostw Europy | Jonathan Edwards | 17,99 | Budapeszt | 23 sierpnia 1998 |
| Listy światowe           | Teddy Tamgho     | 17,98 | Nowy Jork | 12 czerwca 2010  |
| Listy europejskie        | Teddy Tamgho     | 17,98 | Nowy Jork | 12 czerwca 2010  |

## Rezultaty
| Poz. – pozycja \| CR – rekord mistrzostw \| NR – rekord kraju \| PB – rekord życiowy \| DNS – nie wystartowała |
| SB – najlepszy wynik w sezonie \| X – próba spalona \| – – pominięcie próby \| NM – niezaliczenie żadnej próby |
| * wyniki podawane w metrach                                                                                    |

### Eliminacje
Do zawodów przystąpiło 28 zawodników z 18 krajów. Lekkoatletów podzielono na dwie równolegle rywalizujące grupy eliminacyjne A i B. Aby awansować do finału należało uzyskać wynik 16,75 (Q) – sztuka ta udała się 14 trójskoczkom, którzy wystąpią w finale. 
| Poz. | Grupa | Zawodnik           | Reprezentacja      | #1    | #2    | #3    | Rezultat | Uwagi |
| ---- | ----- | ------------------ | ------------------ | ----- | ----- | ----- | -------- | ----- |
| 1    | B     | Teddy Tamgho       | Francja            | X     | 17,37 | -     | 17,37    | Q     |
| 2    | B     | Wiktor Kuzniecow   | Ukraina            | X     | 17,22 | -     | 17,22    | Q     |
| 3    | A     | Benjamin Compaoré  | Francja            | X     | 17,19 | -     | 17,19    | Q     |
| 4    | A     | Phillips Idowu     | Wielka Brytania    | 17,10 | -     | -     | 17,10    | Q     |
| 5    | A     | Momcził Karailiew  | Bułgaria           | 17,05 | -     | -     | 17,05    | Q     |
| 6    | B     | Marian Oprea       | Rumunia            | 17,03 | -     | -     | 17,03    | Q     |
| 7    | B     | Dimitrios Tsiamis  | Grecja             | 16,73 | 16,98 | -     | 16,98    | Q, SB |
| 8    | A     | Fabrizio Schembri  | Włochy             | 16,96 | -     | -     | 16,96    | Q, SB |
| 9    | B     | Władimir Letnicow  | Mołdawia           | 16,14 | 16,94 | -     | 16,94    | Q     |
| 10   | A     | Fabrizio Donato    | Włochy             | X     | 16,88 | -     | 16,88    | Q     |
| 11   | A     | Lukman Adams       | Rosja              | 15,85 | 16,56 | 16,86 | 16,86    | Q     |
| 12   | B     | Nathan Douglas     | Wielka Brytania    | 16,80 | -     | -     | 16,80    | Q     |
| 13   | B     | Dmitrij Vaľukevič  | Słowacja           | 16,78 | -     | -     | 16,78    | Q     |
| 14   | A     | Yochai Halevi      | Izrael             | 16,34 | 16,76 |       | 16,76    | Q, PB |
| 15   | B     | Jaanus Uudmäe      | Estonia            | X     | X     | 16,72 | 16,72    |       |
| 16   | B     | Siarhiej Iwanou    | Białoruś           | 16,66 | 14,81 | 16,18 | 16,66    |       |
| 17   | B     | Daniele Greco      | Włochy             | X     | 16,37 | 16,51 | 16,51    |       |
| 18   | A     | Andrés Capellán    | Hiszpania          | 15,91 | 16,38 | 15,06 | 16,38    | SB    |
| 19   | A     | Igor Syunin        | Estonia            | 16,25 | 16,35 | 14,50 | 16,35    |       |
| 20   | B     | Jewgienij Płotnir  | Rosja              | 15,44 | 16,12 | 16,34 | 16,34    |       |
| 21   | A     | Mantas Dilys       | Litwa              | 16,32 | X     | 16,08 | 16,32    | SB    |
| 22   | A     | Żiwko Petkow       | Bułgaria           | X     | X     | 16,20 | 16,20    |       |
| 23   | A     | Dzmitry Płatnicki  | Białoruś           | X     | 13,92 | 15,95 | 15,95    |       |
| 24   | B     | Zacharias Arnos    | Cypr               | X     | 15,35 | 15,85 | 15,85    |       |
| 25   | B     | Alexander Martínez | Szwajcaria         | 15,55 | X     | X     | 15,55    |       |
| 26   | A     | Nikólaos Frággos   | Grecja             | X     | 15,50 | X     | 15,50    |       |
| 27   | B     | Redżep Sełman      | Macedonia Północna | X     | X     | 15,39 | 15,39    | SB    |
| 99 ! | A     | Ilja Jefremow      | Rosja              | X     | X     | X     | NM       |       |

### Finał
| Poz. | Zawodnik          | Reprezentacja   | #1    | #2    | #3    | #4    | #5    | #6    | Rezultat | Uwagi |
| ---- | ----------------- | --------------- | ----- | ----- | ----- | ----- | ----- | ----- | -------- | ----- |
|      | Phillips Idowu    | Wielka Brytania | 17,46 | 17,47 | 17,40 | 17,81 | x     | –     | 17,81    | PB    |
|      | Marian Oprea      | Rumunia         | 16,15 | 17,19 | 16,61 | 16,75 | 17,51 | x     | 17,51    | SB    |
|      | Teddy Tamgho      | Francja         | 17,12 | 17,42 | x     | x     | 17,45 | 17,34 | 17,45    |       |
| 4    | Wiktor Kuzniecow  | Ukraina         | 16,97 | 16,82 | 17,29 | 16,52 | x     | 16,46 | 17,29    | PB    |
| 5    | Benjamin Compaoré | Francja         | 16,74 | 16,38 | 14,26 | 16,99 | x     | x     | 16,99    |       |
| 6    | Lukman Adams      | Rosja           | 16,78 | x     | 15,89 | 16,78 | x     | 16,40 | 16,78    |       |
| 7    | Dmitrij Vaľukevič | Słowacja        | 16,51 | 16,75 | 16,77 | 16,75 | x     | 16,37 | 16,77    |       |
| 8    | Fabrizio Schembri | Włochy          | x     | 16,60 | 16,40 | 16,42 | 16,61 | 16,73 | 16,73    |       |
| 9    | Fabrizio Donato   | Włochy          | 16,35 | 16,33 | 16,54 |       |       |       | 16,54    |       |
| 10   | Nathan Douglas    | Wielka Brytania | x     | 16,48 | 15,53 |       |       |       | 16,48    |       |
| 11   | Yochai Halevi     | Izrael          | 16,39 | 16,39 | 16,43 |       |       |       | 16,43    |       |
| 12   | Władimir Letnicow | Mołdawia        | 15,48 | x     | 16,37 |       |       |       | 16,37    |       |
| 13   | Dimitrios Tsiamis | Grecja          | 15,96 | 16,13 | 16,31 |       |       |       | 16,31    |       |
| 14   | Momcził Karailiew | Bułgaria        | x     | 15,24 | x     |       |       |       | 15,24    |       |